# 1. HKL 2001./02.
A-1 Ožujsko hrvatska košarkaška liga (A-1 HKL 2001./02.) je bila najviši razred hrvatskih košarkaških natjecanja u sezoni 2001./02.

## Natjecateljski sustav
Natjecanje se odvijalo u tri dijela:
- A-1 Ožujsko liga - osam klubova igralo dvokružno, prve četiri momčadi prošle u
- A-1 Ligu za prvaka gdje su im se pridružile i momčadi iz Jadranske lige. Prve četiri momčadi su se plasirale u
- doigravanje - poluzavršnicu te potom završnicu prvenstva gdje se igralo na dvije dobivene utakmice

## Sudionici
Sudionici A-1 Ožujsko lige su bili Zagreb, Dona Dubrava, Zrinjevac i Substral Maksimir iz Zagreba, Osijek, Svjetlost Brod iz Slavonskog Broda, Sunce iz Šibenika te Šanac iz Karlovca. 

U Ligi za prvaka su im se pridružili Cibona VIP iz Zagreba, Zadar, Split Croatia Osiguranje te Triglav Osiguranje iz Rijeke. 

## Rezultati

### Ligaški dio

#### A-1 Ožujsko liga
| poz. | klub                          | ut. | pob. | por. | koševi    | k.raz. | bod |                    |
| ---- | ----------------------------- | --- | ---- | ---- | --------- | ------ | --- | ------------------ |
| 1.   | Zagreb                        | 14  | 12   | 2    | 1243:1066 | +177   | 26  | A-1 Liga za prvaka |
| 2.   | Osijek                        | 14  | 10   | 4    | 1229:1122 | +107   | 24  | A-1 Liga za prvaka |
| 3.   | Dona Dubrava Zagreb           | 14  | 9    | 5    | 1168:1103 | +65    | 23  | A-1 Liga za prvaka |
| 4.   | Zrinjevac Zagreb              | 14  | 8    | 6    | 1163:1096 | +67    | 22  | A-1 Liga za prvaka |
| 5.   | Svjetlost Brod Slavonski Brod | 14  | 5    | 9    | 1072:1139 | -67    | 19  |                    |
| 6.   | Substral Maksimir Zagreb      | 14  | 5    | 9    | 1214:1309 | -95    | 19  |                    |
| 7.   | Sunce Šibenik                 | 14  | 4    | 10   | 1111:1216 | -105   | 18  |                    |
| 8.   | Karlovac                      | 14  | 3    | 11   | 1093:1242 | -149   | 17  |                    |

#### A-1 Liga za prvaka
| poz. | klub                      | ut. | pob. | por. | koševi      | k.raz. | bod |             |
| ---- | ------------------------- | --- | ---- | ---- | ----------- | ------ | --- | ----------- |
| 1.   | Cibona VIP Zagreb         | 14  | 12   | 2    | 1372 : 1067 | +305   | 26  | doigravanje |
| 2.   | Zadar                     | 14  | 10   | 4    | 1255 : 1153 | +102   | 24  | doigravanje |
| 3.   | Zagreb                    | 14  | 9    | 5    | 1169 : 1063 | +106   | 23  | doigravanje |
| 4.   | Triglav Osiguranje Rijeka | 14  | 8    | 6    | 1228 : 1235 | -7     | 22  | doigravanje |
| 5.   | Split Croatia Osiguranje  | 14  | 8    | 6    | 1160 : 1085 | +75    | 22  |             |
| 6.   | Osijek                    | 14  | 4    | 10   | 1204 : 1462 | -258   | 18  |             |
| 7.   | Zrinjevac Zagreb          | 14  | 3    | 11   | 1123 : 1247 | -124   | 17  |             |
| 8.   | Dona Dubrava Zagreb       | 14  | 2    | 12   | 1047 : 1246 | -199   | 16  |             |

### Liga za ostanak
| Početna ljestvica Lige za ostanak (samo rezultati iz A-1 lige Ožujsko) | Početna ljestvica Lige za ostanak (samo rezultati iz A-1 lige Ožujsko) | Početna ljestvica Lige za ostanak (samo rezultati iz A-1 lige Ožujsko) | Početna ljestvica Lige za ostanak (samo rezultati iz A-1 lige Ožujsko) | Početna ljestvica Lige za ostanak (samo rezultati iz A-1 lige Ožujsko) | Početna ljestvica Lige za ostanak (samo rezultati iz A-1 lige Ožujsko) | Početna ljestvica Lige za ostanak (samo rezultati iz A-1 lige Ožujsko) | Početna ljestvica Lige za ostanak (samo rezultati iz A-1 lige Ožujsko) |
| mj                                                                     | klub                                                                   | ut                                                                     | pob                                                                    | por                                                                    | koš+                                                                   | koš-                                                                   | bod                                                                    |
| ---------------------------------------------------------------------- | ---------------------------------------------------------------------- | ---------------------------------------------------------------------- | ---------------------------------------------------------------------- | ---------------------------------------------------------------------- | ---------------------------------------------------------------------- | ---------------------------------------------------------------------- | ---------------------------------------------------------------------- |
| 1.                                                                     | Substral Maksimir Zagreb                                               | 6                                                                      | 5                                                                      | 1                                                                      | 540                                                                    | 519                                                                    | 11                                                                     |
| 2.                                                                     | Svjetlost Brod (Slavonski Brod)                                        | 6                                                                      | 4                                                                      | 2                                                                      | 472                                                                    | 448                                                                    | 10                                                                     |
| 3.                                                                     | Sunce Šibenik                                                          | 6                                                                      | 2                                                                      | 4                                                                      | 477                                                                    | 498                                                                    | 8                                                                      |
| 4.                                                                     | Šanac Karlovac                                                         | 6                                                                      | 1                                                                      | 5                                                                      | 504                                                                    | 528                                                                    | 7                                                                      |

| mj.      | klub                            | Ukupan omjer za Ligu za ostanak (uključivo i međusobne rezultate iz A-1 lige Ožujsko) | Ukupan omjer za Ligu za ostanak (uključivo i međusobne rezultate iz A-1 lige Ožujsko) | Ukupan omjer za Ligu za ostanak (uključivo i međusobne rezultate iz A-1 lige Ožujsko) | Ukupan omjer za Ligu za ostanak (uključivo i međusobne rezultate iz A-1 lige Ožujsko) | Ukupan omjer za Ligu za ostanak (uključivo i međusobne rezultate iz A-1 lige Ožujsko) | Ukupan omjer za Ligu za ostanak (uključivo i međusobne rezultate iz A-1 lige Ožujsko) |    | Omjer ostvaren u Ligi za ostanak | Omjer ostvaren u Ligi za ostanak | Omjer ostvaren u Ligi za ostanak | Omjer ostvaren u Ligi za ostanak | Omjer ostvaren u Ligi za ostanak |
| mj.      | klub                            | ut                                                                                    | pob                                                                                   | por                                                                                   | koš+                                                                                  | koš-                                                                                  | bod                                                                                   | ut | pob                              | por                              | koš+                             | koš-                             |                                  |
| -------- | ------------------------------- | ------------------------------------------------------------------------------------- | ------------------------------------------------------------------------------------- | ------------------------------------------------------------------------------------- | ------------------------------------------------------------------------------------- | ------------------------------------------------------------------------------------- | ------------------------------------------------------------------------------------- | -- | -------------------------------- | -------------------------------- | -------------------------------- | -------------------------------- | -------------------------------- |
| 1. (9.)  | Svjetlost Brod (Slavonski Brod) | 12                                                                                    | 7                                                                                     | 5                                                                                     | 997                                                                                   | 972                                                                                   | 19                                                                                    | 6  | 3                                | 3                                | 525                              | 524                              |                                  |
| 2. (10.) | Sunce Šibenik                   | 12                                                                                    | 6                                                                                     | 6                                                                                     | 1038                                                                                  | 1015                                                                                  | 18                                                                                    | 6  | 4                                | 2                                | 561                              | 517                              |                                  |
| 3. (11.) | Šanac Karlovac                  | 12                                                                                    | 6                                                                                     | 6                                                                                     | 1039                                                                                  | 1048                                                                                  | 18                                                                                    | 6  | 5                                | 1                                | 535                              | 520                              |                                  |
| 4. (12.) | Substral Maksimir Zagreb        | 12                                                                                    | 5                                                                                     | 7                                                                                     | 1018                                                                                  | 1057                                                                                  | 17                                                                                    | 6  | 0                                | 6                                | 478                              | 538                              |                                  |

### Doigravanje
|                                                                                   | 1.klub            | omjer | 2. klub                   | utakmice      |
| --------------------------------------------------------------------------------- | ----------------- | ----- | ------------------------- | ------------- |
| poluzavršnica                                                                     | Cibona VIP Zagreb | 2-0   | Triglav Osiguranje Zagreb | 112:72, 82:78 |
| poluzavršnica                                                                     | Zadar             | 2-0   | Zagreb                    | 92:81, 90:78  |
|                                                                                   |                   |       |                           |               |
| završnica                                                                         | Cibona VIP Zagreb | 2-0   | Zadar                     | 84:65, 83:80  |
|                                                                                   |                   |       |                           |               |
| podebljano - rezultat 1.kluba doma normalna debljina - rezultat 1.kluba u gostima |                   |       |                           |               |

Prvak je zagrebačka "Cibona VIP".

## Klubovi u međunarodnim natjecanjima
- Euroliga
  - Split Croatia osiguranje, Split
  - Zadar, Zadar
  - Cibona VIP, Zagreb
- Kup Raymonda Saporte
  - Split Croatia osiguranje, Split
- Kup Radivoja Koraća
  - Triglav osiguranje, Rijeka
  - Dona Dubrava, Zagreb
  - Zagreb, Zagreb
  - Zrinjevac, Zagreb
- Uvodni turnir Eurolige
  - Cibona VIP, Zagreb
- Goodyear liga
  - Triglav osiguranje, Rijeka
  - Split Croatia osiguranje, Split
  - Zadar, Zadar
  - Cibona VIP, Zagreb

## Poveznice
- A-2 liga 2001./02.
- B-1 liga 2001./02.
- Kup Krešimira Ćosića 2001./02.
- Goodyear liga 2001./02.